# Gyapjasollós rák
A gyapjasollós rák (Eriocheir sinensis) a felsőbbrendű rákok (Malacostraca) osztályának tízlábú rákok (Decapoda) rendjébe, ezen belül a Varunidae családjába tartozó faj.

## Előfordulása
A gyapjasollós rák eredetileg a Kínai-alföldön honos. Folyamokban, tehát édesvízben él, szaporodáskor azonban a tengerbe vonul. A század elején, valószínűleg a hajók egyensúlyának biztosítására felvett, úgynevezett ballasztvízzel Európába is behurcolták, és azóta az Északi-tenger és a Balti-tenger partvidékének folyótorkolataiban, valamint az Atlanti-óceánban, dél felé egészen a La Manche csatorna partjáig elterjedt. A nagy folyórendszerekben helyenként 700 kilométerig is felvándorolt a kontinens belseje felé.

## Megjelenése
A hím állat ollós lábainak utolsó ízét tömött, gyapjas prém borítja, és az emiatt hatalmasnak tűnik. Járólábainak élei finoman szőrösek. A 7 centiméter hosszú fejtor kétszer fogazott homlokszegélyt visel, elülső oldalai pedig négyszer fogazott szélűek. Színe olajbarna, sötétebb pettyekkel, az ollószárak fehéresek.

## Életmódja
A gyapjasollós rák apály idején és napközben maga ásta járatba húzódik vissza a parti sávban, amelyből éjszaka indul zsákmányszerző útjára.

## Képek

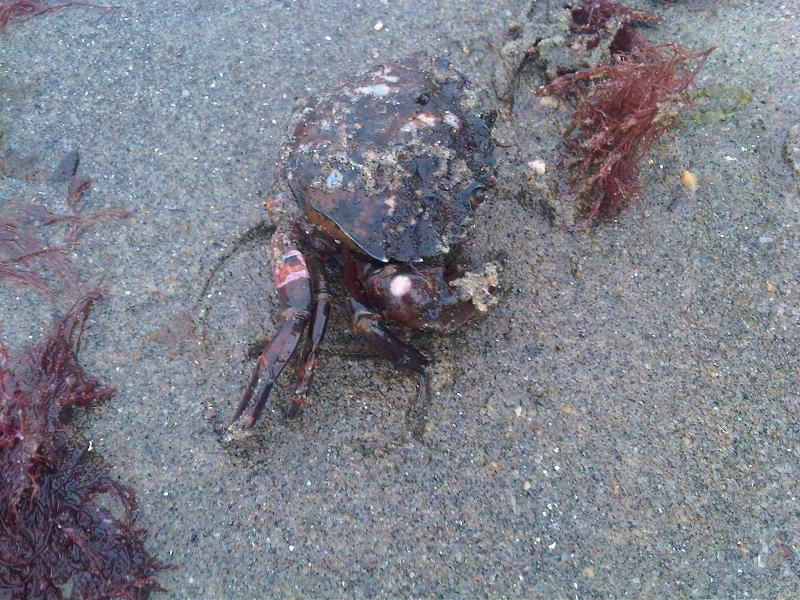
Döglött gyapjasollós rák felülről
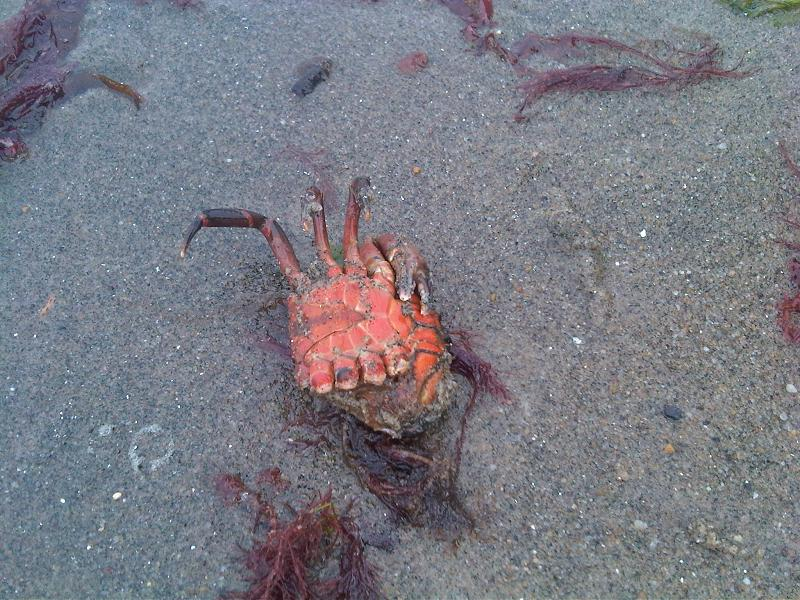
és alulról
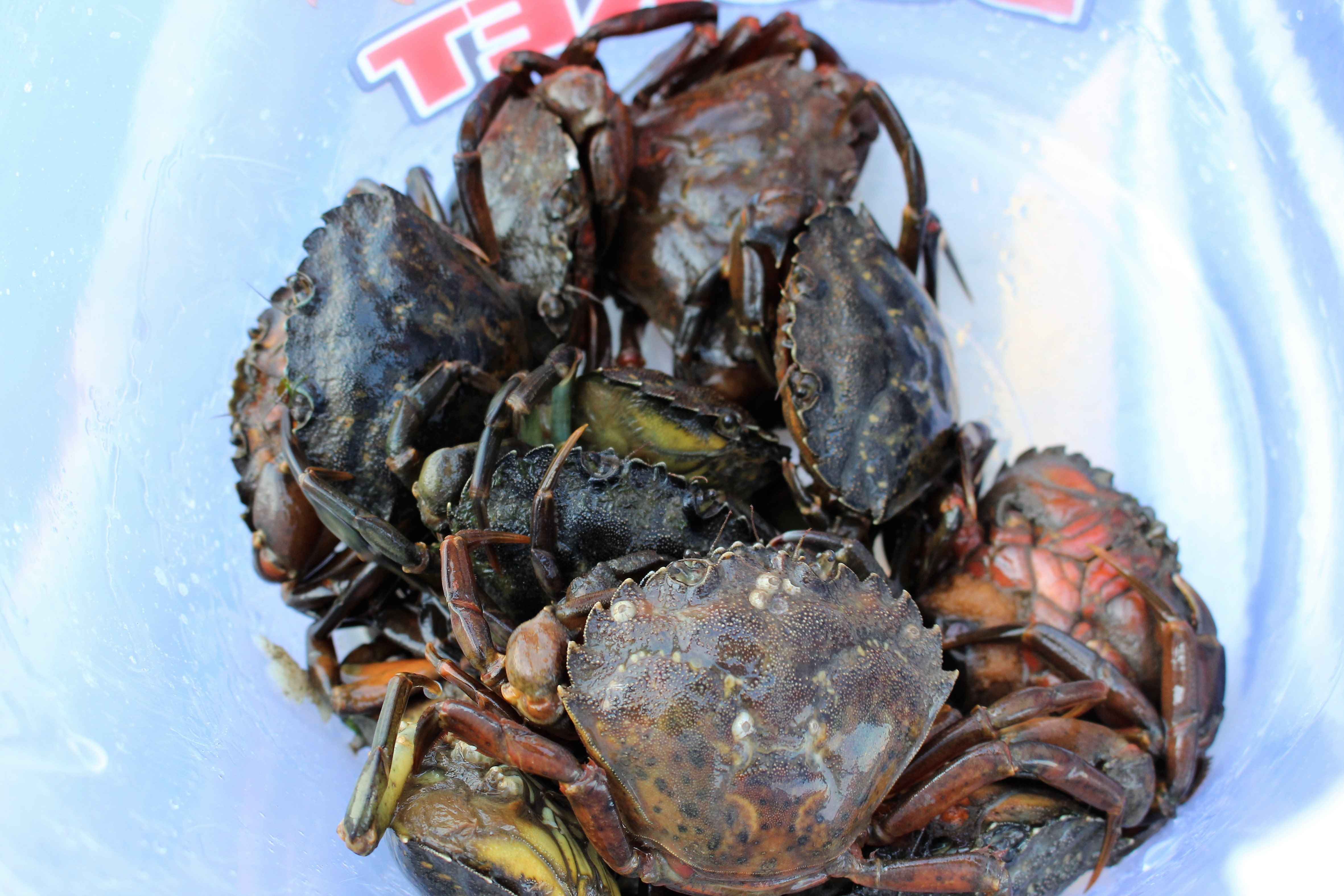
Begyűjtött példányok Anglia partjainál